# Щелепи 3
«Щелепи 3» (англ. Jaws 3D) — американський науково-фантастичний трилер Джо Алвеса, другий сиквел фільму Стівена Спілберга Щелепи, знятого за мотивами однойменного роману Пітера Бенчлі.

## Сюжет
На східному узбережжі мільйонер Кевін Бушар влаштував грандіозний морський парк розваг з водно-лижними акробатами, «підводним царством», екскурсіями на катерах тощо.
Тож акулі-людожеру, що потрапила за ворота парку є чим поласувати.

## DVD
Фільм вийшов у стандартному 2-D форматі на DVD 3 червня 2003 року під назвою Щелепи 3 (дистриб'ютор Universal). За виключенням театрального трейлера на диску не було ніяких додаткових бонусів.